# Joseph Vergos
Joseph Vergos (Plougastel-Daoulas, 22 octobre 1911 - Mort pour la France le 15 décembre 1940 au large des îles Kerkennah) est un militaire français Compagnon de la Libération. Sous-marinier, il se rallie à la France libre en 1940 mais meurt la même année dans le naufrage de son navire.

## Biographie

### Jeunesse et engagement
Joseph Vergos naît le 22 octobre 1911 à Plougastel-Daoulas dans le Finistère. Il s'engage dans la marine nationale en février 1930 et est affecté à la 7e escadrille de sous-marins. Il est promu quartier-maître en 1932 puis quartier-maître de 1re classe en 1934. Il passe son brevet de torpilleur en juin 1936 et est affecté en tant que maître-torpilleur sur le sous-marin Narval à bord duquel, au sein de la 2e escadrille, il navigue en Méditerranée en 1939.

### Seconde Guerre mondiale
Alors que la bataille de France fait rage en métropole, Joseph Vergos et le Narval sont basés à Sousse où ils participent à la surveillance du trafic italien vers la Libye. Après l'armistice du 22 juin 1940, sous l'impulsion du commandant du Narval François Drogou, Joseph Vergos et une grande partie de l'équipage se rallient à la France libre.
Aux côtés du sous-marin britannique HMS Rorqual, le Narval effectue une première patrouille du 25 septembre au 8 octobre, puis une seconde du 25 octobre au 3 novembre entre l'île de Lampedusa et celle de Kerkennah.
De nouveau en patrouille le 2 décembre, Joseph Vergos meurt en compagnie de tout l'équipage lorsque le Narval saute sur une mine, le 15 décembre 1940, au large des îles Kerkennah. L'épave n'est localisée qu'en 1957 et son équipage y repose toujours.

## Décorations
|  |  |  |  |  |  |
|  |  |  |  |  |  |

| Compagnon de la Libération          | Compagnon de la Libération | Médaille militaire | Médaille militaire | Croix de guerre 1939-1945 Avec une palme | Croix de guerre 1939-1945 Avec une palme |
| Médaille de la Résistance française |                            |                    |                    |                                          |                                          |

## Hommages
- Dans sa ville natale de Plougastel, une rue a été baptisée en son honneur[5]. Son nom est également inscrit sur le monument aux morts de la commune[6].
- À Brest, son nom figure sur la stèle érigée en hommage à l'équipage du Narval sur l'esplanade du château[7].
- À Toulon, Joseph Vergos est inscrit sur le monument commémoratif aux sous-mariniers érigé dans le parc de la tour royale[8].